# تشارلز غيلبرت غيتس
تشارلز غيلبرت غيتس (بالإنجليزية: Charles Gilbert Gates)‏ هو شخصية أعمال أمريكي، ولد في 26 مايو 1876، وتوفي في 29 أكتوبر 1913 في كودي في الولايات المتحدة.